# Merum (Roermond)
Merum (limburgisch Maerem) ist ein charakteristisches limburgisches Dorf, das heute Teil von Roermond ist. In der Vergangenheit gehörte es zur Gemeinde Herten, die in den Neunzigern ebenfalls Teil von Roermond wurde, wodurch die Selbstbestimmung erheblich verloren ging.
Merum verfügt über zwei  Cafés, den Fußballverein SHH, eine Blaskapelle und einen Schützenverein. Es hat zwei Karnevalsvereine, De Plekkers und De Beerkeuning Maerum. Der Karnevalszug von Herten zieht auch durch Merum. Bei Naturliebhabern ist Merum für sein Naturschutzgebiet Isabellengrund bekannt, das am Dorfrand gelegen ist.

## Geschichte
In vorchristlichen Zeiten lag im Osten von Merum ein Heiligtum des Thor, woran der Donderberg erinnert.
Zwischen Merum, Herten und Ool wurde bis 2010 ein großes Wohngebiet (Oolderveste) mit 875 Wohnungen angelegt. Das führte in Merum und Herten zu Protesten, weil ein großer Teil der Grundstücke mit Aussicht über die Maas-Seen verloren ging und weil die Bürger um ihre Ruhe fürchteten.

## Erreichbarkeit
Die Zufahrt nach Merum liegt an der A73 Richtung Venlo, Nijmegen und Maastricht.
Die Buslinie 19 fährt halbstündlich Richtung Bahnhof Roermond und hält in Merum an drei Haltestellen.